# Чудская Рудница
Чудская Рудница — деревня в Гдовском районе Псковской области России. Входит в состав Самолвовской волости Гдовского района.
Расположена на юго-западе района, в 1 км к востоку от берега Тёплого озера и в 4 км к юго-западу от волостного центра Самолва.
Деревня Чудская Рудница - Расположена на восточном побережье Тёплого озера в 2 километрах от берега, южнее места сражения Александра Невского с тевтонскими рыцарями в апреле 1242 года.
Днем деревни считается – 12 июля (Петров День).
Первые упоминания датируются XV веком, как – Новая Рудница. До этого существовала Старая Рудница – непосредственно на побережье Теплого озера, но из-за разлива озера, местному населению пришлось переместиться в более высокое место, где расположена в настоящее время.
В 1938 году местное население подвергалось сталинским репрессиям.
В 1940-1941 гг – на востоке деревни располагалась Пограничная застава.
В 1941 году – местное население было подвержено нападению эстонского карательного подразделения «Омакайстэ», в ходе которого было убито несколько жителей деревни.
В 1941 – 1944 гг – деревня находилась в зоне оккупации.
Весной 1944 года деревня была освобождена Советскими войсками.
16-18 августа 1944 года с пристаней деревни Чудская Рудница, именуемыми Рыбьи Сушки, советские корабли вышли в озеро для проведения десантной операции на Тёплом озере, успешно высадив десанты в населённые пункты Лане и Мехикоорма на эстонском побережье озера.
В последующие советские годы деревня входила в состав Середкинского района Псковской Области, после перешла в состав Гдовского района.
В настоящее время в деревни насчитывается около 70 дворов (часть из них в заброшенном состоянии) и несколько строений:
·        Магазин «Гдовское Райпо»
·        «Чудско-Рудницкий сельский клуб»
·        Фельдшерский Пункт
·        Часовня
·        Комплекс ферм, принадлежавших Колхозу «имени Александра Невского» (в настоящее время в разрухе)
Дорожное покрытие в деревне – асфальтовое и грунтовое.
Телефонная связь – МТС, Мегафон, YOTA
Рядом находящиеся населенные пункты:
Деревня Чудские Заходы – 2 км (10 км)
Деревня Пнево – 6 км (14 км)
Деревня Луг – 5 км (8 км)
Деревня Остров – 2 км (4 км)
Деревня Замошье – 3 км
Деревня Черемша (Существовала до начала XX века) – 5 км
Деревня Кобылье Городище – 9 км
Удаленность от административных центров:
От волостного центра (д. Самолва) – 7 км;
От районного центра (г. Гдов) – 77 км;
От областного центра (г. Псков) – 121 км;
От регионального центра (г. Санкт-Петербург) – 300 км
Пути транспортного сообщения с деревней:
1.автомобильный – на 81 км трассы Псков – Гдов – Кингисепп (недалеко от д. Кятицы) отходит дорога «Кятицы – Ремда – Самолва – Пнево», преимущественно грунтовая, после д. Самолва через 2 км - на развилке, уходим вправо, протяженность маршрута от трассы – 41 км;
2. автобусный:
«Гдов – Чудские Заходы – Чудская Рудница» (№662) – Вторник, Четверг (утром и вечером)
«Чудская Рудница – Самолва – Ремда» (№407 – Школьный Маршрут) – Понедельник – Пятница, согласно расписанию Самолвовской Средней Школы
« Псков – Ремда - Самолва» (№516) – Пятница, Воскресенье (15:00 – 17:50 и обратно 18:00 – 20:50) – до д. Самолва, затем 7 км на попутном транспорте
3.водный:
На частном водном транспорте по акватории Псковско – Чудского озера (в советские годы работал водный маршрут «Псков – Мехикоорма – Самолва – Тарту» на судне на подводных крылья «Ракета»

## Население
Численность населения деревни составляет на 2000 год 118 человек.